# Nizina Cylicyjska
Nizina Cylicyjska, Nizina Adańska (tur.: Çukurova) – nizina przybrzeżna w południowej Turcji, nad Morzem Śródziemnym. Rozciąga się wzdłuż wybrzeża na długości ok. 150 km i sięga maksymalnie 70 km w głąb lądu. Zbudowana jest z osadów aluwialnych i deluwialnych. Na nizinie znajdują się delty rzek Ceyhan i Seyhan, a także przybrzeżne jeziora i laguny. Nizina leży w strefie klimatu śródziemnomorskiego i stanowi najważniejszy region rolniczy w południowej części kraju (uprawa bawełny, zbóż, plantacje owoców cytrusowych, oliwek i trzciny cukrowej). Głównymi miastami na nizinie są: Adana, Tarsus, Mersin i Ceyhan.